# قتاد مير
قَتَاد مير (باللاتينية: Astragalus maireanus) نوع نباتي عشبي من جنس القتاد. سمي نسبة إلى عالم النبات الفرنسي رينيه مير (بالفرنسية: René Maire).

## البيئة والانتشار
موطنه المغرب العربي.